# The Spaceship Company
The Spaceship Company (TSC) ist ein britisch-amerikanisches Unternehmen, das Mitte 2005 von Burt Rutan und Sir Richard Branson gegründet wurde. Bis Virgin Galactic 2012 alleiniger Eigentümer wurde, war es im gemeinsamen Besitz der Virgin Group (70 %) und Scaled Composites (30 %). Aufgabe der Spaceship Company ist es, das Raumflugzeug SpaceShipTwo und dessen Trägerflugzeug WhiteKnightTwo für Virgin Galactic zu bauen und testen.

## Geschichte
Das Unternehmen wurde 2005 von Burt Rutan und Richard Branson gegründet und war zunächst im gemeinsamen Besitz (Joint-Venture) der Virgin Group und Scaled Composites. Sie sollte die von Scaled für Virgin Galactic entwickelte Technologie besitzen. So wurde Virgin Galactic auch der Erstkunde für die Fahrzeuge SpaceShipTwo und WhiteKnightTwo: Virgin erteilte einen Auftrag über fünf SpaceShipTwos und zwei WhiteKnightTwos, mit „exklusiver Nutzung der Systeme für die ersten 18 Monate des kommerziellen Passagierbetriebs“.
Da die erste WhitKnightTwo und das erste SpaceShipTwo von Scaled Composites gebaut wurden, ist TSC erst für die Herstellung des zweiten WK2-Flugzeugs und des zweiten SS2-Raumschiffs für Virgin Galactic verantwortlich.
Virgin Galactic erwarb im Jahr 2012 100 % der Anteile an TSC, indem es Beteiligungen an Scaled Composites erwarb, das zuvor von Northrop Grumman erworben worden war.
Im Jahr 2016 wurde bekannt gegeben, dass TSC, Virgin Galactic und die Virgin Group mit Boom Technology zusammenarbeiten werden, um ein Überschall-Passagierflugzeug zu entwickeln.

## Produktion
Im März 2010 erklärte The Spaceship Company, die kommerzielle Produktion starten zu wollen. Bereits im November 2010 wurde auf dem Mojave Air and Space Port in Mojave, Kalifornien, der erste Spatenstich für eine neue 6300 m² große Fabrik gesetzt. Die Produktionsstätte sollte „bis zu 170 Mitarbeiter beschäftigen, wenn die Produktion in vollem Gange ist“. Den Bau der neuen Anlage für 8.000.000 US-Dollar schloss TSC im September 2011 planmäßig ab.
Schon im Juli 2011 gab TSC bekannt, dass sie im Herbst 2011 im „Final Assembly, Integration and Test Hangar“ (FAITH) mit der Produktion der „ersten Sektionen für ein zweites Trägerflugzeug WhiteKnightTwo zusammen mit dem ersten von mehreren SpaceShipTwo Suborbitalfahrzeugen für Virgin Galactic und letztendlich weiteren Kunden“ beginnen wird.
Der FAITH-Hangar wird auch für größere Wartungsarbeiten genutzt und dient als Betriebszentrale des Unternehmens.